# Radostín, Žďár nad Sázavou
Radostín là một làng thuộc huyện Žďár nad Sázavou, vùng Vysočina, Cộng hòa Séc.